# Beniamino Gigli
Beniamino Gigli [ˈdʒiʎːi] (Recanati, 20 maart 1890 – Rome, 30 november 1957) was een Italiaanse operazanger en filmacteur. Beniamino Gigli (in Nederland ook wel geschreven als Benjamino) wordt alom beschouwd als een van de grootste tenoren van zijn tijd en dé opvolger van de grote Enrico Caruso, die in 1921 overleed.

## Biografie
Hij werd geboren als zoon van een schoenmaker in Recanati, een plaatsje in de buurt van Ancona. In 1914 won hij de eerste prijs bij een internationale zangcompetitie te Parma. Kort daarop, op 15 oktober, maakte hij zijn operadebuut in de rol van Enzo uit La Gioconda van Ponchielli in Rovigo. Deze rol maakte hem op slag tot een veelgevraagde operazanger.
In 1915 zong hij voor het eerst de rol van Faust uit Mefistofele van Arrigo Boito, een rol waarmee hij vele malen debuteerde; op 31 maart 1915 in het Teatro Massio in Palermo, op 26 december 1915 in het Teatro San Carlo in Napels, op 26 december 1916 in het Teatro Constanzi in Rome, op 19 november 1918 in La Scala te Milaan onder directie van Arturo Toscanini en op 26 november 1920 in de Metropolian Opera te New York. Andere rollen die hij vertolkte waren onder meer die van Rodolfo in Puccini's La Bohème en de titelrol in Umberto Giordano's Andrea Chénier.
In 1932 verliet Gigli de Metropolitan Opera en keerde hij terug naar Italië, waar hij in het midden van de jaren dertig ook in speelfilms ging optreden. Zijn plaats bij de Metropolitan Opera werd ingenomen door zijn landgenoot Tito Schipa.
Gigli was de lievelingszanger van Benito Mussolini, hetgeen hem door velen niet in dank werd afgenomen. Tijdens de Tweede Wereldoorlog trad hij vrijwel alleen op in Italië. Zijn laatste concert in de oorlog was in mei 1945 in Rome. In 1945 hervatte hij zijn optredens en met succes.
In zijn laatste levensjaren gaf hij nog wel concerten, maar zijn operaoptredens werden zeldzamer. Wel ondernam hij nog een uitputtende wereldtournee met afscheidsconcerten voordat hij zich in 1955 terugtrok en zijn memoires ging schrijven. In 1952 ontving hij de Zweedse koninklijke onderscheiding Litteris et Artibus.
Gigle overleed in 1957 op 67-jarige leeftijd aan een longontsteking.

## Filmografie
- Vergiß mein nicht (Augusto Genina, Duitsland 1935)
- Forget Me Not (Zoltan Korda, Stanley Irving, Groot-Brittannië 1935/36)
- Du bist mein Glück (Karlheinz Martin, Duitsland 1936)
- Die Stimme des Herzens (Karlheinz Martin, Duitsland 1936/37)
- Ave Maria (Johannes Riemann, Duitsland 1936)
- Solo per te (Carmine Gallone, Italië 1937)
- Mutterlied (Carmine Gallone, Italië 1937)
- Dir gehört mein Herz (Carmine Gallone, Duitsland/Italië 1938)
- Der singende Tor (Johannes Meyer, Duitsland/Italië 1939)
- Traummusik (Geza von Bolvary, Duitsland/Italië 1940)
- Mamma/Mutter (Guido Brignone, Duitsland/Italië 1940/41)
- Vertigine (Guido Brignone, Duitsland/Italië 1941)
- Tragödie einer Liebe (Guido Brignone, Duitsland/Italië 1941)
- Lache Bajazzo/I pagliacci (Leopold Hainisch, Duitsland 1942/43)
- Leckerbissen (Werner Malbran, Duitsland 1947/48)